# Hammarskogen
Hammarskogen is een plaats in de gemeente Haninge in het landschap Södermanland en de provincie Stockholms län in Zweden. De plaats heeft 133 inwoners (2005) en een oppervlakte van 52 hectare. Hammarskogen wordt zoals de naam al aangeeft (skog is Zweeds voor bos) geheel omringd door bos. De plaats is enkel te bereiken via kleine wegen, er lopen geen doorgaande wegen langs Hammarskogen en de bebouwing bestaat er zo goed als geheel uit vrijstaande huizen. De stad Stockholm ligt zo'n tien kilometer ten noorden van het dorp.